# Povina (Kysucké Nové Mesto)
Povina es un municipio del distrito de Kysucké Nové Mesto en la región de Žilina, Eslovaquia, con una población estimada a final del año 2024 de 1149 habitantes.
Se encuentra ubicado al noroeste de la región, cerca del curso alto del río Váh (cuenca hidrográfica del Danubio) y de la frontera con la República Checa y Polonia.

## Demografía
| Año        | 1994 | 2004    | 2014    | 2024    |
| ---------- | ---- | ------- | ------- | ------- |
| Población  | 1113 | 1123    | 1147    | 1149    |
| Diferencia |      | +0,89 % | +2,13 % | +0,17 % |

| Año        | 2023 | 2024    |
| ---------- | ---- | ------- |
| Población  | 1146 | 1149    |
| Diferencia |      | +0,26 % |